# إميل ريبيك
إميل ريباك (بالألمانية: Emil Riebeck)(11 يونيو 1853 – 22 يونيو 1885)، هو وعالم معادن وإثنولوجيا وعالم طبيعة ألماني. وُلد في بروسليتز لوالده كارل أدولف ريباك أحد أقطاب الصناعة. سافر عدة مرات إلى شمال أفريقيا وشبه الجزيرة العربية، وفي عام 1881 شارك في بعثة استكشافية إلى جزيرة سقطرى برفقة يورغ شفاينفورت. كما سافر في عام 1882 مع أدولف باستيان إلى تلال شيتاغونغ.
في عام 1884، موّل بعثة جوزيف كراوز إلى نهر النيجر ونهر بنوي وبحيرة تشاد.

جمع ريباك مجموعة كبيرة من القطع الأثرية من شرق آسيا والهند وشبه الجزيرة العربية وأفريقيا. وقد سُمِّيَ المعدن المعروف باسم "ريباكيت [الإنجليزية]" (Riebeckite) نسبةً إليه. كما سُمّيت سحلية سقطرية، Haemodracon riebeckii، تكريمًا له.